# Сяо Хе
Сяо Хе (*萧何, бл.257 до н. е. — 193 до н. е.) — китайський політичний діяч, правник, впливовий канцлер часів раннього періоду династії Хань.

## Життєпис
Народився близько 257 року до н. е. у повіті Фен'ї (частина сучасної провінції Цзянсу). Про молоді роки немає відомостей. Свою кар'єру розпочав на посаді ґунцао (секретаря) у повіті Пей. Під час службу затоваришував з Лю Баном, майбутнім імператором.
У 209 році до н. е., з початком повстань проти династії Цінь, Сяо Хе підтримав антиурядовий виступ Лю Бана, сприявши останньому в захоплені містечка Пей. Завдяки діям Сяо Хе саме Лю Бана оголошено одним з провідників повстання на значній території імперії. Згодом перебував у почті Лю Бана під час війни проти цінських військ.
У 206 році до н. е., після перемоги Лю Бана, Сяо Хе в столиці імперії Сяньян узяв під свій особистий контроль імператорські архіви, що дало йому можливість добре ознайомитися з тогочасними правничими документами, картами країни, даними про її населення і використовувати їх у своїй службовій діяльності. Згодом переконав відступити Лю Бана перед переважаючими силами іншого ватажка повстанців Сян Юя задля накопичення необхідних сил. Того ж року Сяо Хе призначається канцлером ванства Хань.
У 205 році до н. е. видав судебник «Цзючжан-лю» («Закони у дев'яти 9 главах»), що спирався за законодавчі правила династії Цінь. На відміну від останніх він пом'якшив покарання, прибравши винищення 3 поколінь і спільну відповідальність родичів і сусідів. Водночас Сяо Хе було збільшено кількість статей стосовно відповідальності керівників, які знали про злочини своїх підлеглих, додав 3 розділи службових законів: «Податі», «Конюшні» і «Двори».
Сяо Хе доклав багато зусиль задля залучення на бік Лю Бана здібних військовиків та посилення його війська. Водночас розробив заходи з нормалізації харчування ханського війська, завдяки чому не було невдоволення серед простих вояків. Під час війн Лю Бана із суперниками за владу в імперії, Сяо Хе намагався відновити занепалу економіку, насамперед сільське господарство: землі цінських аристократів було розподілені між селянами та прихильниками Лю Бана, поліпшена кадрова робота — пріоритет віддавався здібностям чиновників, а не знатності. Після остаточної перемоги Лю Бана і оголошення його у 202 році до н. е. імператором династії Хань, Сяо Хе отримав титул хоу (на кшталт маркіза). Того ж року розповсюдив свої реформи та закони судебника на усю імперію.
У 201 році до н. е. Сяо Хе доручено було відновити колишню столицю Цінь — Сяньян — та звести імператорський комплекс. після завершення робіт нове місто отримало назву Чан'ань. У 196 році до н. е. разом із імператрицею Люй Чжи попередив змову військовика Хань Сіня, якого було страчено.
У 195 році до н. е. після смерті імператора Ґао-цзу (Лю Бана) зберіг свою посаду при новому володарі Хуей-ді. Помер у 193 році до н. е. в Чан'ані. після його смерті владу перебрав рід Люй.